# IFNA8
IFNA8 (англ. Interferon alpha 8) – білок, який кодується однойменним геном, розташованим у людей на короткому плечі 9-ї хромосоми. Довжина поліпептидного ланцюга білка становить 189 амінокислот, а молекулярна маса — 21 989.
| 10         |  | 20         |  | 30         |  | 40         |  | 50         |
| ---------- |  | ---------- |  | ---------- |  | ---------- |  | ---------- |
| MALTFYLLVA |  | LVVLSYKSFS |  | SLGCDLPQTH |  | SLGNRRALIL |  | LAQMRRISPF |
| SCLKDRHDFE |  | FPQEEFDDKQ |  | FQKAQAISVL |  | HEMIQQTFNL |  | FSTKDSSAAL |
| DETLLDEFYI |  | ELDQQLNDLE |  | SCVMQEVGVI |  | ESPLMYEDSI |  | LAVRKYFQRI |
| TLYLTEKKYS |  | SCAWEVVRAE |  | IMRSFSLSIN |  | LQKRLKSKE  |  |            |

A: Аланін

C: Цистеїн

D: Аспарагінова кислота

E: Глутамінова кислота

F: Фенілаланін

G: Гліцин

H: Гістидин

I: Ізолейцин

K: Лізин

L: Лейцин

M: Метіонін

N: Аспарагін

P: Пролін

Q: Глутамін

R: Аргінін

S: Серин

T: Треонін

V: Валін

W: Триптофан

Кодований геном білок за функцією належить до цитокінів. 
Задіяний у такому біологічному процесі, як противірусний захист. 
Секретований назовні.